# Jaume Roca i Torras
Jaume Roca i Torras (Manresa, Bages, 11 de març de 1928 - Barcelona, Barcelonès, 24 de juliol de 2012) fou un veterinari català.
Llicenciat per la Facultad de veterinària de la Universitat de Saragossa (1945-1950), el 1951 entra a formar part de l'Academia de Sanidad Militar – Sección Veterinaria a Madrid com a tinent veterinari destinat a la 4a Regió Militar a Puigcerdà. S'especialitza en bacteriologia i anàlisis clíniques durant el període 1953-1954. El 1956 és destinat a l'Hospital Militar de Ganado Equino a Barcelona, del qual serà director de 1970-1977. La seva carrera militar acabà amb la graduació de coronel veterinari, després de trenta-tres anys d'exercici. S'ocupà de l'alimentació científica del bestiar i introduí l'ús de les sulfamides potenciades i dels nitrofurans en forma hidrosoluble i injectable, i fou un dels promotors de la cria intensiva d’animals mitjançant pinsos compostos. I des d'aquesta perspectiva, arribà a exercir càrrecs tècnics en diferents indústries de pinsos. L’any 1964 cofundà la branca veterinària dels Laboratoris Esteve. Des del 1969 fins a la jubilació, el 1993, fou veterinari de l'Ajuntament de Barcelona, exercint com a tècnic municipal, i formant part del Cos Superior Veterinari, especialitzant-se en el control sanitari dels aliments i la prevenció de zoonosis transmissibles en matèria de salut pública en mercats i intendència municipal. Fou membre fundador de l'Acadèmia de Ciències Veterinàries de Catalunya. Va escriure nombrosos estudis sobre la història de la veterinària a Catalunya. El 1992 es va doctorar a la Universitat Autònoma de Barcelona amb la primera tesi sobre història veterinària de Catalunya, "Historia de la Veterinaria en Cataluña (1400-1980)". Fou un dels impulsors de l’Associació Catalana d’Història de la Veterinària, de la qual exercí la presidència entre 1998 i 2012.
L'any 2012, conjuntament amb la seva família, va fer donació d'un fons format per la documentació personal i privada, correspondència personal, documentació de caràcter associatiu i acadèmic, obra científica, amb treballs d’història i treballs biogràfics, a més d’una biblioteca annexa. La documentació inclosa abasta el període de 1885 a 2006. Una part d'aquest fons ha estat digitalitzada.
L'any 2001 el Govern de la Generalitat de Catalunya li concedí la Medalla al treball President Macià .